# Gabrielle D. Clements

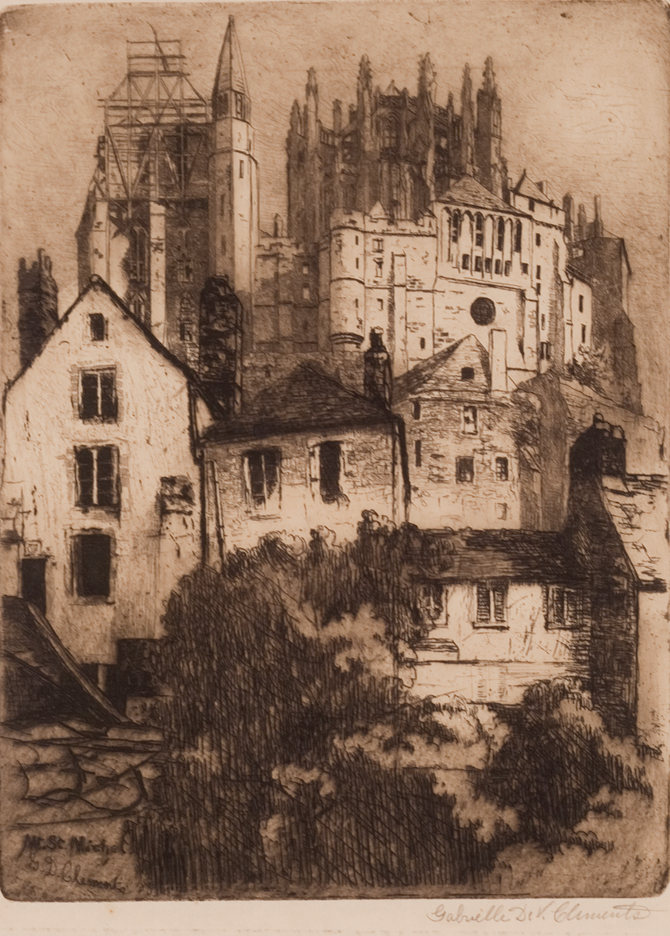
Church and Castle, Mont Saint-Michel, 1885

Gabrielle de Veaux Clements (Filadelfia, 11 de septiembre de 1858-Rockport, 26 de marzo de 1948) fue una pintora, grabadora y muralista estadounidense. Estudió arte en la Escuela de Diseño de Filadelfia para Mujeres, Pennsylvania Academy of the Fine Arts y en la Academia Julian en París. También estudió ciencias en la Universidad Cornell y se graduó con una licenciatura en ciencias. Creó murales, pintó retratos e hizo grabados. Enseñó en Filadelfia y en Baltimore en la escuela Bryn Mawr. Sus obras han sido expuestas en los Estados Unidos y en el Salón de París. Las obras de Clements se encuentran en varias colecciones públicas.

## Primeros años
Gabrielle de Veaux Clements nació en Filadelfia en 1858. Sus padres fueron el médico Richard Clements y Gabriella DeVeaux. Su madre Gabriella DeVeaux era de Carolina del Sur. Héroe de la guerra de independencia de los Estados Unidos, el general Francis Marion, su antepasado materno, fue llamado "Swamp Fox". Clements asistió a la escuela de Miss Longstreth en Filadelfia, y desarrolló un interés en el arte cuando era adolescente.

## Educación

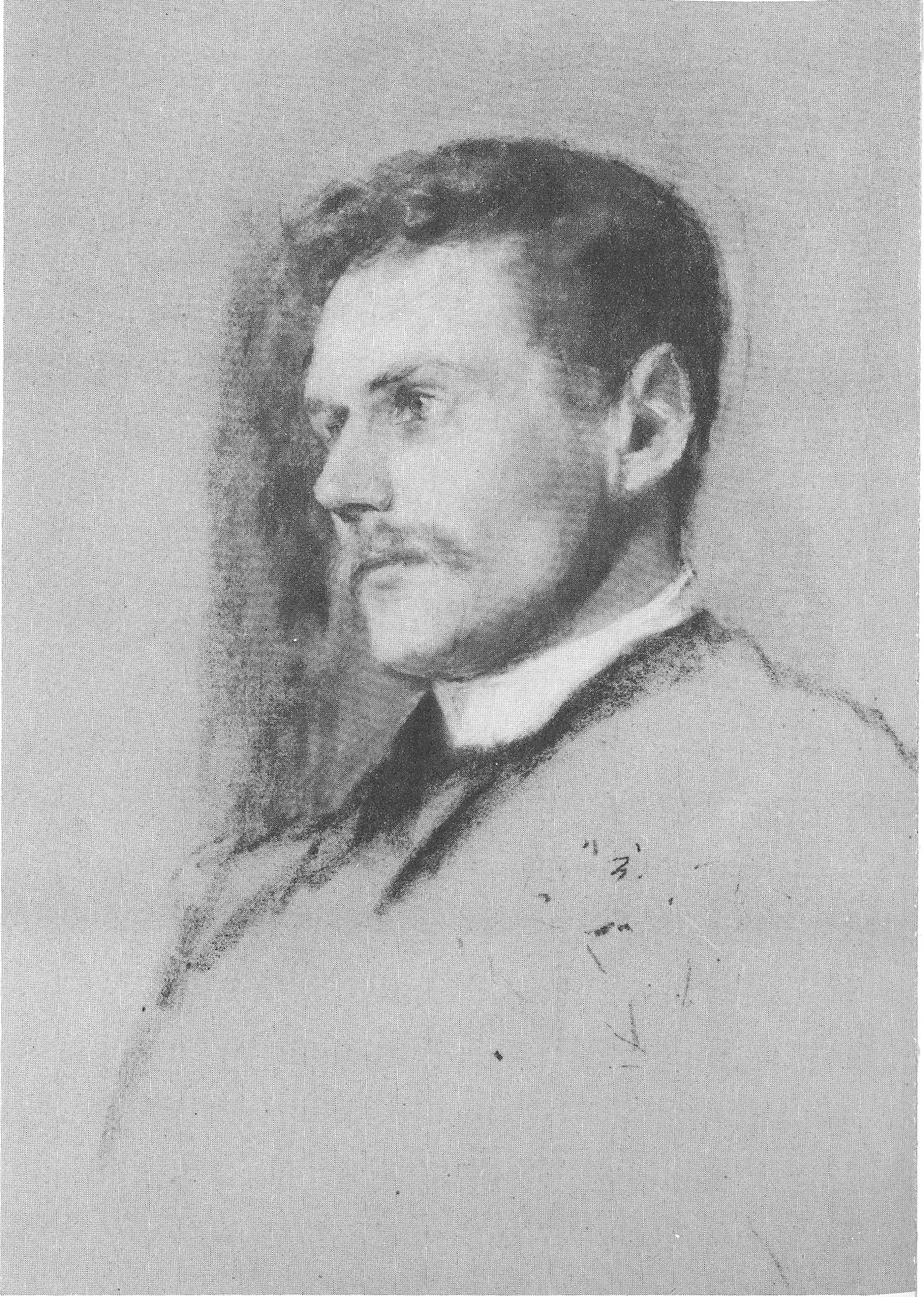
Samuel Hill, 1889

En 1875, Clements asistió a la Escuela de Diseño para Mujeres de Filadelfia, bajo Charles Page, con quien estudió litografía. Luego asistió a la Universidad Cornell en Ithaca, Nueva York, desde 1876 hasta 1880, donde estudió ciencias, realizó dibujos científicos y recibió su título de Bachiller en Ciencias. Su tesis principal fue Un estudio de dos maestros alemanes en arte medieval, Durero y Holbein. Después de completar sus estudios en Cornell, Clements regresó a Filadelfia y asistió a la Pensylvania Academy of the Fine Arts de Pensilvania de 1881 a 1882, bajo Thomas Eakins. Ella ganó el Premio Toppan de la escuela. Stephen Parrish le enseñó a ser una grabadora en 1883. Produjo una serie de litografías y dibujos científicos durante sus años escolares.
En 1883, conoció a quién se convertiría en su compañera de viaje y vida, la impresionista estadounidense Ellen Day Hale. Alrededor de 1884, asistió a la Academia Julian en París. Clements estudió con William-Adolphe Bouguereau y Tony Robert-Fleury. Hale fue a París para estar con ella. En 1885, Clements expuso en el Salón de París y mientras las mujeres viajaban por Francia, Clements le enseñó a Hale a grabar.

## Carrera

### Pintora y grabadora

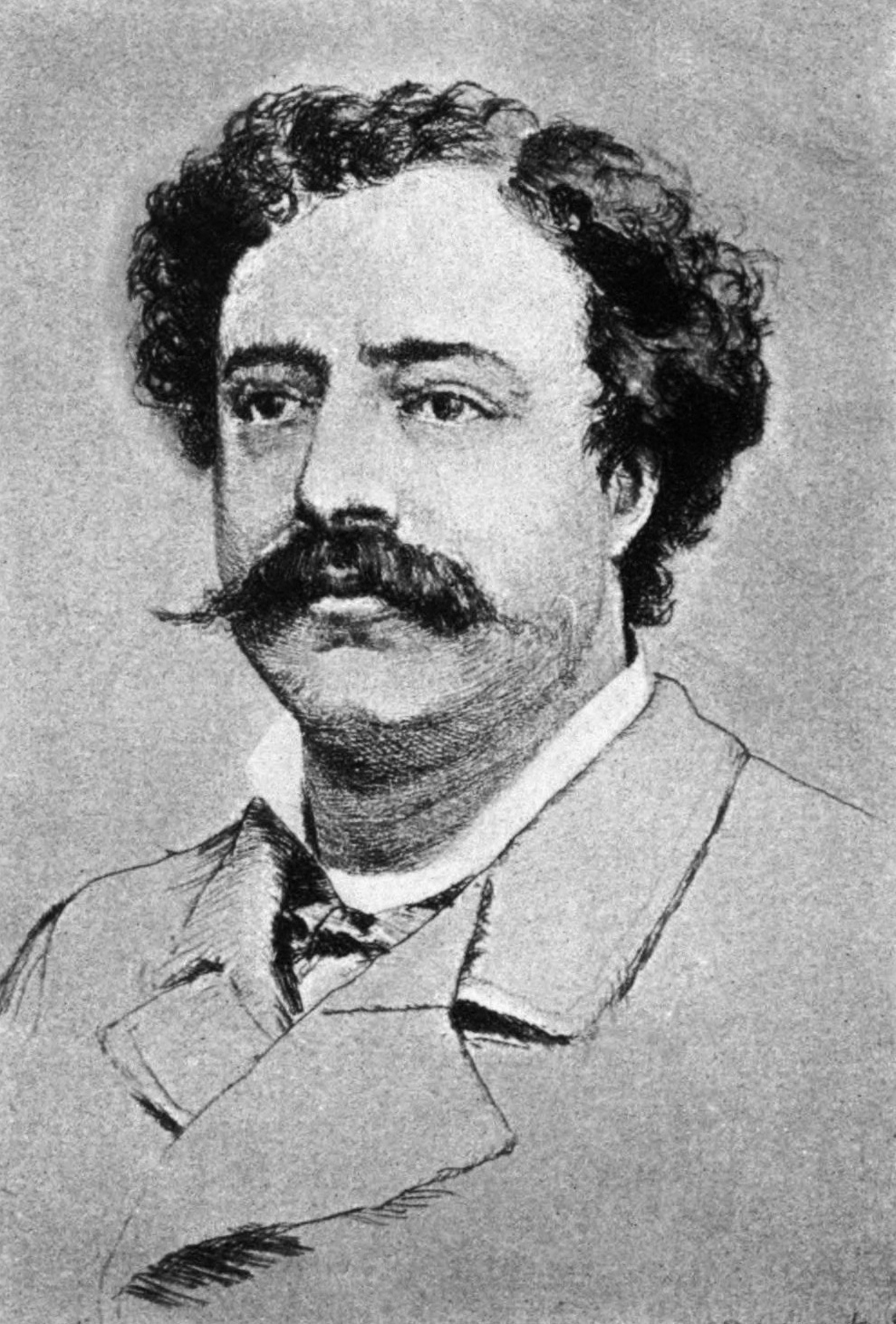
Edmondo De Amicis, 1898, grabado

En 1883, Clements comenzó a trabajar profesionalmente, haciendo impresiones y exhibiendo sus obras. Ella creó la apariencia de 3 dimensiones mediante superposición o interposición, en Church and Castle, Mont Saint-Michel (1885). En 1888 Clements exhibió 20 de sus obras en la exposición The Work of Women Etchers of America, organizada por la Union League de Nueva York, dirigida por Sylvester Rosa Koehler.
Celebrada en el Museo de Bellas Artes de Boston, fue la primera exposición celebrada en un museo de obras de arte para mujeres. David Tatham consideraba que las exposiciones dirigidas por Koehler a fines de la década de 1880 eran "espectáculos innovadores de mujeres grabadoras". Sus grabados se basaron en técnicas modernas francesas, como a la poupée, y fueron influenciados por la impresión de Woodblock en Japón y las obras de James Abbott McNeill Whistler.
Clements hizo un retrato de Edmondo De Amicis, que fue impreso en un volumen adicional de grabados y fotografías en su libro de 1888 España y los españoles. Ilustró un libro de versos titulado Canción de Pascua de Charlotte Pendleton, que fue publicado en 1892.
Clements pintó mar, ciudades y paisajes de lugares en los Estados Unidos, como Cape Ann, Massachusetts y Baltimore, Maryland y otros lugares a lo largo de la costa este de Estados Unidos. También capturó destinos extranjeros, como Palestina, Argel y Francia. Durante su carrera, su trabajo se exhibió en varios lugares, algunos de los cuales son el Museo de Bellas Artes de Boston,la Academia Nacional de Diseño, la Sociedad de Artistas de Filadelfia, el Museo Nacional de Historia Estadounidense y New York Etching Club. Los grabados de Clements se exhibieron en exposiciones internacionales junto con las obras de Francis Seymour Haden y James Abbott McNeill Whistler. Clement exhibió su trabajo en el Woman's Building y el Pennsylvania State Building en la exposición mundial Colombina en Chicago, Illinois. También expuso en la Exposición universal de San Luis de 1904 y en la Exposición internacional del Sesquicentenario en 1926.

### Muralista
Clements pintó cinco murales para iglesias en Washington, DC, y en Baltimore pintó vistas de la ciudad para las Galerías Bendann y un mural de Oh, alabado sea el Señor, todos sus ángeles.
Clements también pintó murales en Detroit, Chicago y Filadelfia. Su mural, Harvest, fue realizado para la Exposición Colombina del Mundo de 1893 y el 9 por 13 pies (2,7 por 4 m) obra de arte se encuentra ahora en la colección del Museo Cape Ann y se conservó durante una exposición entre 2009 y 2010 en el museo. En 1910, hizo un 10 por 22 pies (3 por 6,7 m) mural sobre lienzo. En 2014, estaba en proceso de restauración en la Mansión Hugh McCall, sede del Club de Mujeres de York, Pensilvania. El plan también era enmarcarlo en un marco de madera de 400 libras.

### Educadora
Enseñó arte en la escuela Bryn Mawr de Baltimore de 1895 a 1908. Allí enseñó nuevas técnicas, como trabajar con grabado al aguatinta y grabado en color. A principios del siglo XX, el grabado no era una actividad rentable.
También enseñó arte en Filadelfia. Clements enseñó grabado y pintura en Charleston, Carolina del Sur, con Hale durante los inviernos durante la Primera Guerra Mundial o más específicamente, de 1916 a 1920. Ayudaron a inspirar la creación del Charleston Etchers' Club e influyeron en el Renacimiento de Charleston y, con el tiempo, en las obras de Lesley Jackson, Alice Ravenel Huger Smith y Elizabeth O'Neill Verner.

## Vida personal y pública
A partir de 1880 Clements ayudó a Eliza Sproat Turner y Florence Kelley en el establecimiento del New Century Guild de Filadelfia. Ofrecía clases y programas educativos para mujeres trabajadoras.
Hale y Clements estuvieron de vacaciones y pintaron juntas durante los veranos en una casa que compraron, "The Thickets" en un enclave de artistas en Folly Cove en Cape Ann, Massachusetts. Además de Charleston, Carolina del Sur, Clements y Hale viajaron a Europa durante los meses de invierno. Margaret Lesley Bush-Brown, quien fue una de las estudiantes de Clements, Cecilia Beaux y Lilian Westcott Hale, cuñada de Ellen Day Hale, eran sus amigas.

## Muerte
Murió en Rockport, Folly Cove, Massachusetts, el 26 de marzo de 1948. Sus obras se exhibieron entre 1994 y 1995 en la Exposición del Trigésimo Aniversario de Washington Print Club: Legado Gráfico y en 2005 en Revival and the Professional Woman Artist, ambas realizadas por el Museo Nacional de Mujeres Artistas. Sus cuadernos de bocetos, correspondencia, fotografías y otros artículos se encuentran en los Archivos de Arte Americano del Instituto Smithsoniano.

## Colecciones
- Academia de Artes Vocales, Filadelfia - Una colección de siete pinturas al óleo por Ellen Día Hale y Gabrielle Clements[24]
- Tribunal de Circuito de Ciudad de Baltimore, Maryland - Hon. George William Brown (1812–1890)[25]
- Baltimore Biblioteca Pública[4]
- Bryn Mawr Colección de Biblioteca universitaria - Mary E. Garrett, 1917, hecho después de un retrato por John Singer Sargent, 1904[26]
- Museo de Ann del cabo, Massachusetts - Cosecha, 9 por 13 pies (2.7 por 4.0 m) mural, hechos para el Columbian Exposition de 1893[17]
- Greenville Museo de condado de Arte, Carolina del Sur - Camino de Jardín, 1919[27]
- Johns Hopkins Instituciones médicas - Impresiones y dibujos, Bien y Artes Decorativas, Archivos Médicos[28][más bajos-alfa 1]
- Maryland Museo Estatal, Annapolis[4]
- Museo nacional de Mujeres en las Artes, Washington, D. C. - Iglesia y Castillo, Mont Santo Michel, 1885[29]
- Smithsonian Institución[4]

Pinturas de Gabrielle de Veaux Clements
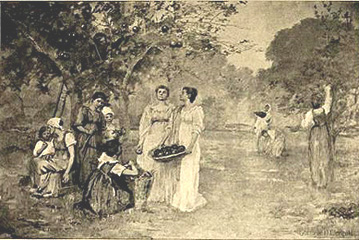
Cosecha, Museo de Ann del Cabo, exhibido en Mundial  Columbian Exposition, 1893
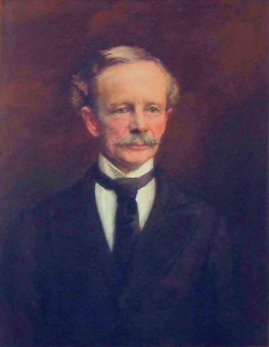
Hon. George William Brown, 1901, Tribunal de Circuito de Ciudad de Baltimore
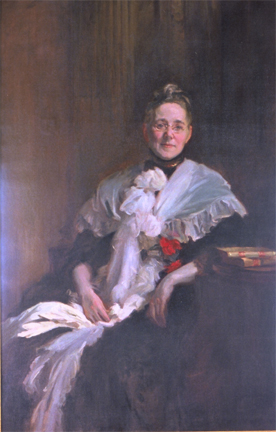
Mary E. Garrett, 1917, Bryn Mawr colección de Biblioteca Universitaria[más bajo-alfa 1]
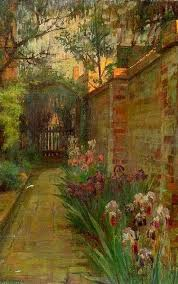
Camino de jardín, 1919, Greenville Museo de Condado de Arte, Carolina del Sur